# Ricardo Castillo (Komponist)
Ricardo Castillo (* 1. Oktober 1894 in Quetzaltenango; † 25. Mai 1966 in Guatemala-Stadt) war ein guatemaltekischer Komponist.
Castillo lebte von 1906 bis 1922 in Paris, wo er Violinunterricht bei Narcisse-Augustin Lefort hatte und Harmonielehre und Komposition bei Paul Vidal studierte. 1918 heiratete er die Cortot-Schülerin Georgette Contoux. Nach seiner Rückkehr nach Guatemala unterrichtete er Harmonielehre und Komposition am Conservatorio Nacional. Zu seinen Schülern zählten u. a. Jorge Álvaro Sarmientos, Joaquín Orellana, Enrique Anleu Díaz und José Arévalo Guerra. Auch sein Bruder Jesús Castillo wurde als Komponist bekannt.

## Werke
- La Doncella Ixquic (Das Immermädchen Ixquic), sinfonische Dichtung, 1944
- Estelas de Tika (Schatten von Tikal), Rhapsodie, 1945
- Quiché Achi, Bühnenmusik, 1947
- Paál Kabá, Ballett, 1950–56
- Instantáneas Plásticas, 1963
- Abstracción, 1965
- Los Ocho Preludios
- Dos Fugas
- Fiesta
- Impresiones
- Sinfonieta
- Trópico y Fuga für Orchester

| Personendaten    | Personendaten               |
| ---------------- | --------------------------- |
| NAME             | Castillo, Ricardo           |
| KURZBESCHREIBUNG | guatemaltekischer Komponist |
| GEBURTSDATUM     | 1. Oktober 1894             |
| GEBURTSORT       | Quetzaltenango              |
| STERBEDATUM      | 25. Mai 1966                |
| STERBEORT        | Guatemala-Stadt             |